# 哈莉·阮

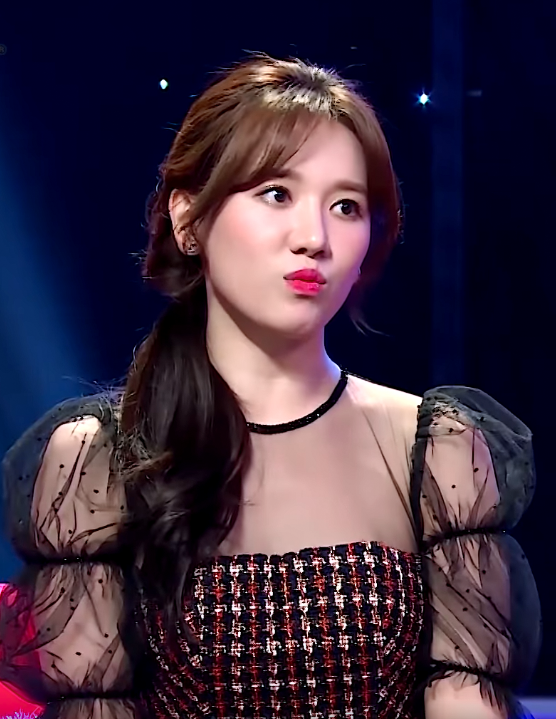

哈莉·阮（拉丁轉寫：Hari Won，1985年6月22日—），又譯賀利·阮，本名劉埃絲特，越南女藝人。父親為阮姓越南人，母親為李姓韓國人。因韓國少“阮”姓，而改祖母姓“劉”。哈莉出生於韓國，來到越南接受高等教育，並以暱稱“哈莉·阮”作為藝名。
2013年，哈莉·阮與饒舌歌手男友進達參與了《極速前進越南版》第二季。2014年，與山松主演浪漫喜劇片《那年男孩》並與范瓊英用韓越雙語演唱電影主題曲《新幸福》。
2016年，她与镇城结婚。